# Lac Sacracocha
Le lac Sacracocha (potentiellement issu du Quechua saqra, qui signifie maligne, mauvais, méchant; et de qucha, le lac,) est un lac de la cordillère des Andes au Pérou, situé dans la région de Huánuco, province de Huamalíes, district de Llata. Il est situé au nord-est du lac Carhuacocha et au nord-ouest du lac Yanaqucha. 